# Marien-Retabel (Oberpleis)

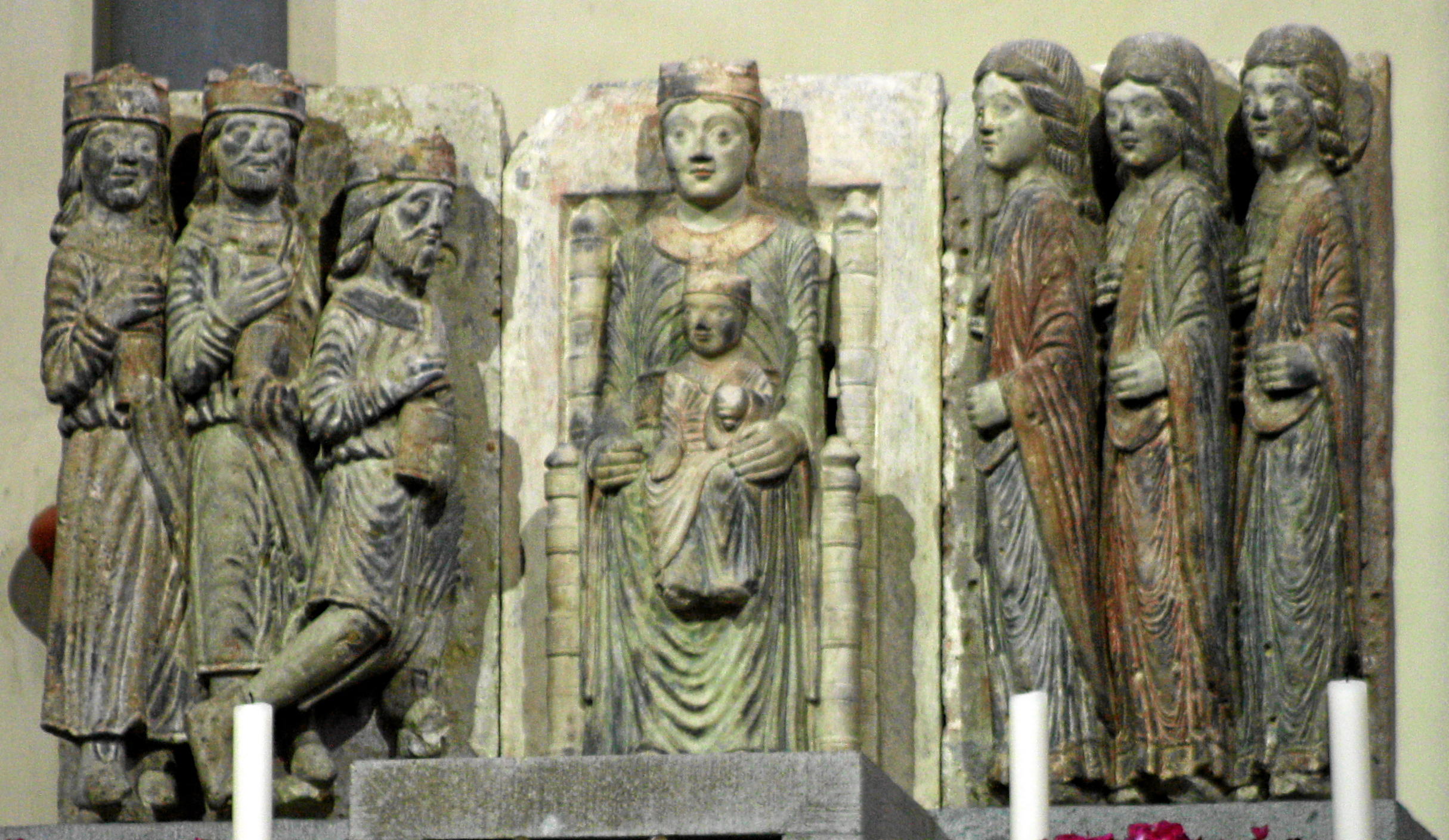
Marien-Retabel in Oberpleis

Das Marien-Retabel in Oberpleis ist ein Altarretabel, das wohl nach 1164 geschaffen wurde und sich heute in der Kirche St. Pankratius befindet.

## Geschichte
Die Herkunft des Retabels ist unbekannt. Es wird vermutet, dass es zum ursprünglichen Altar der Krypta gehörte. Da sowohl die Krypta des Mutterklosters Michaelsberg als auch die der Siegburger Propstei in Remagen der Muttergottes geweiht sind, befand sich höchstwahrscheinlich auch in der Oberpleiser Krypta ein Marienaltar. 

## Beschreibung
Das Relief zeigt in der Mitte die thronende Muttergottes als Sedes sapientiae mit dem Jesuskind auf ihrem Schoß. Vom Betrachter links befinden sich die Heiligen Drei Könige als Vertreter der Menschheit und rechts drei Erzengel als Vertreter des Himmels. Rechte und linke Platte sind aus Tuff geschaffen, die mittlere aus Kalkstein. Alle drei sind 78 cm hoch, 45,5 cm breit und 8 cm dick. Das Relief hat eine Tiefe von 18 cm.